# Lichte
Lichte è una frazione della città tedesca di Neuhaus am Rennweg.

## Storia
Il 1º gennaio 2019 il comune di Lichte venne soppresso e aggregato alla città di Neuhaus am Rennweg.